# Интерцептор

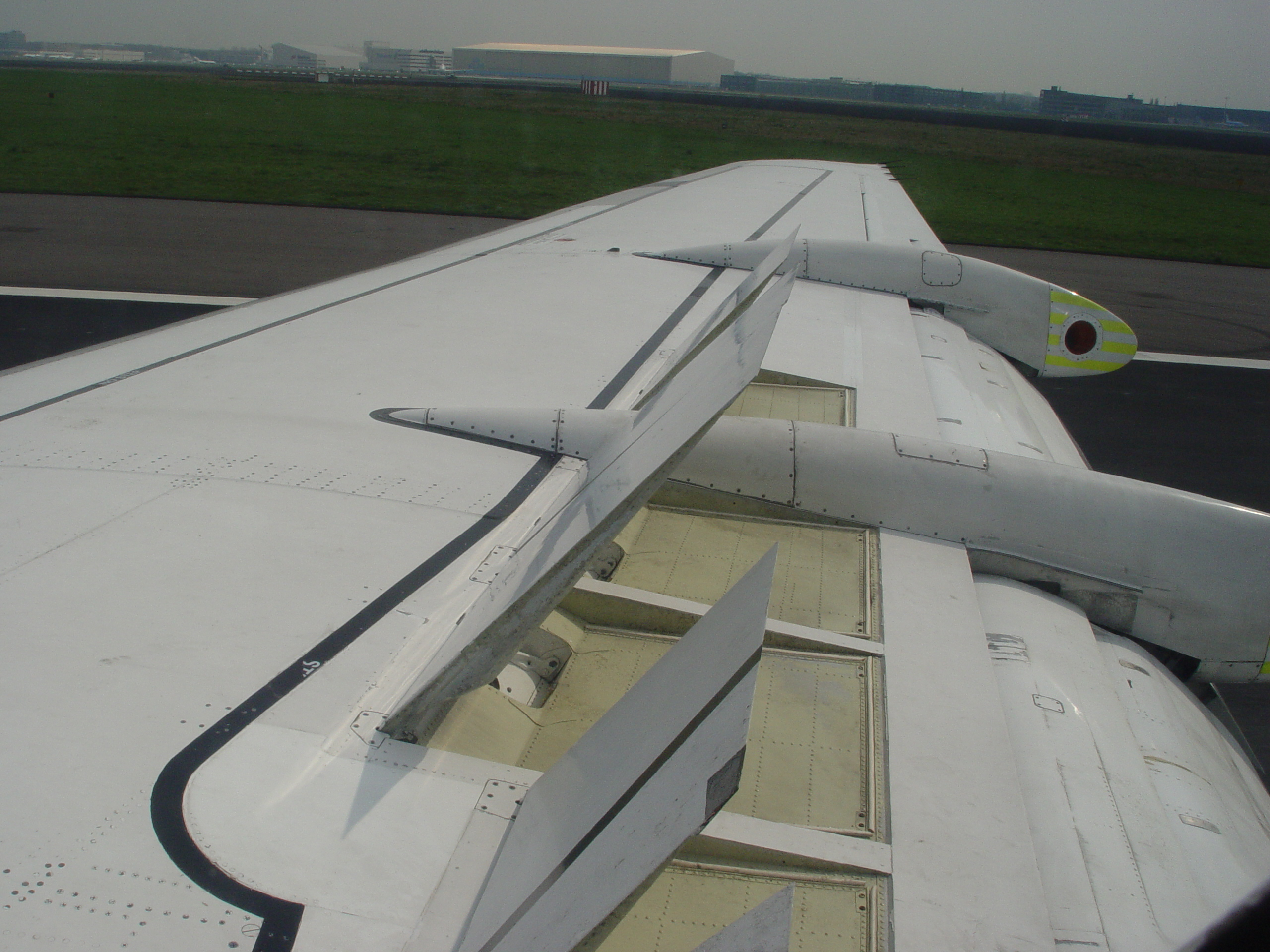
Выпущенные интерцепторы

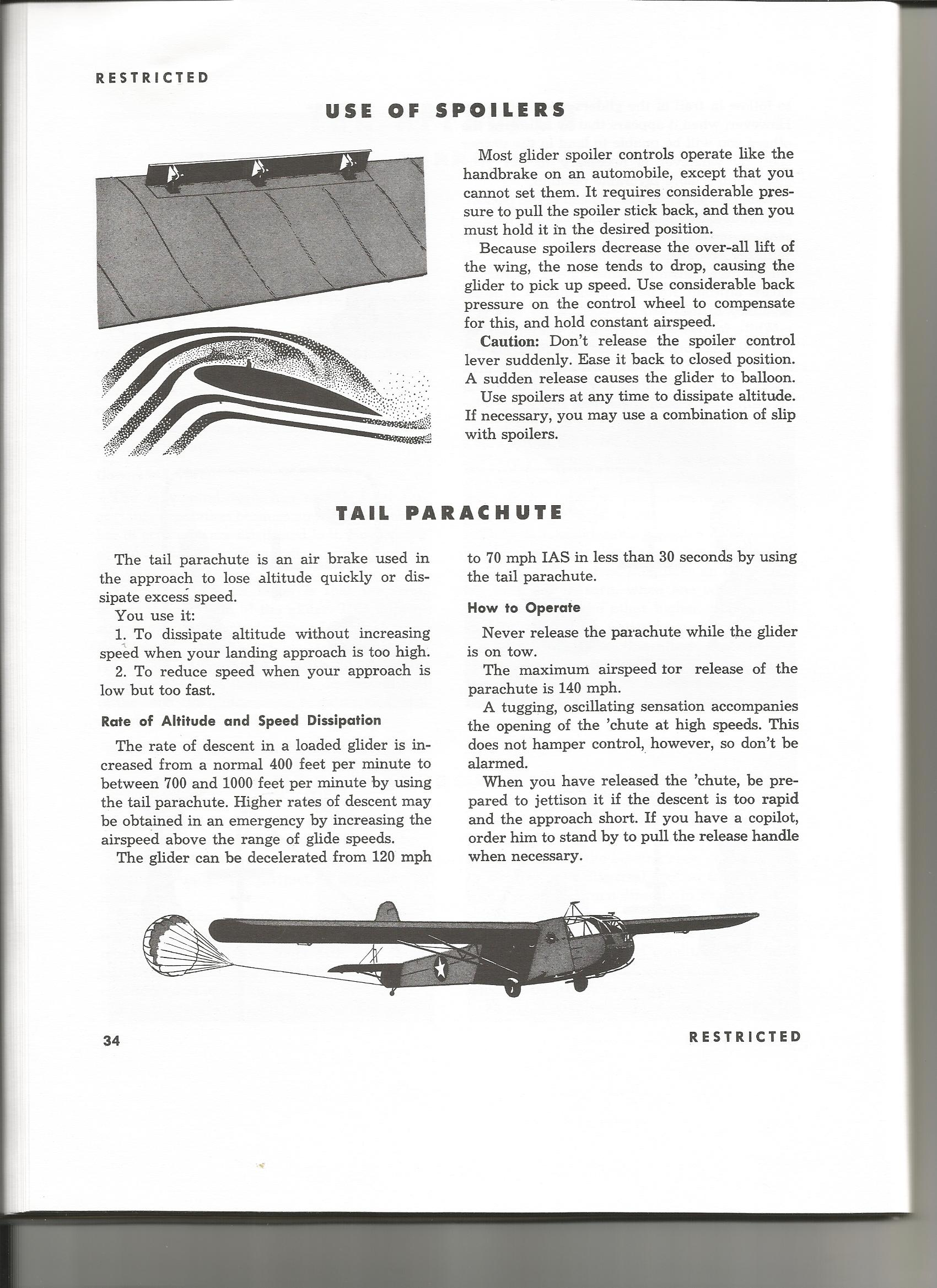
Интерцептор CG-4A.

Интерце́птор (от лат. interceptor «перехватчик» ← intercipio «перехватываю, отбиваю, пересекаю»), спо́йлер (англ. spoiler) — механизм, предназначенный для управляемого уменьшения подъёмной силы на крыле. Большей частью интерцепторы конструктивно размещаются на верхней поверхности крыла. Таким образом, образование подъёмной силы позади интерцепторов прекращается, и эта часть крыла выключается из работы. Основное отличие интерцепторов от воздушных тормозов в том, что последние предназначены по большей части для увеличения сопротивления, не оказывая влияние на образование подъёмной силы. Интерцепторы же влияют и на образование подъёмной силы, и на сопротивление.

## Разновидности
В случае если механизм выпуска интерцепторов синхронный на обоих полукрыльях, интерцепторы отклоняются одинаково. В случае элерон-интерцепторов (спойлеронов) подразумевается независимая их работа и ими производится управление по крену.
Наибольшее применение интерцепторы получили на больших воздушных судах для перевозки пассажиров или грузов. Могут встречаться как обычные интерцепторы, так и элерон-интерцепторы. Лёгкие и сверхлёгкие самолёты обычно интерцепторов не имеют.
Планёры и мотопланёры почти все оснащены интерцепторами.

## Практическое применение
Интерцепторы могут применяться как в сочетании с другими средствами управления и механизмами крыла, так и независимо. В убранном состоянии интерцепторы не оказывают влияния на работу крыла. 
В случае планёра с помощью интерцепторов пилот управляет интенсивностью снижения и таким образом корректирует расчёт на посадку. При избытке высоты при заходе на посадку интерцепторы выпускаются, если же высота оптимальная, они могут не применяться. После касания во время пробега интерцепторы используются для уменьшения длины пробега (наряду с тормозом колеса).